# Eukleidovský prostor
Eukleidovský prostor je matematický výraz pro člověku nejbližší, intuitivní představu prostoru. V tomto pojetí prostoru, formalizovaném Eukleidovými axiomy, začíná školní vzdělávací proces; týká se především geometrie, ale také fyziky a algebry. Pojmu se užívá zejména v kontrastu k jiným prostorům.

## Dimenze prostoru
Původní představa eukleidovského prostoru je dvojrozměrná (rovina, ve které rýsujeme své geometrické obrazce) či trojrozměrná. Postupným zobecněním si ale dokážeme představit i prostory vyšších dimenzí, ve kterých platí stejné Eukleidovy axiomy.

## Metrika prostoru
Eukleidovský prostor je metrickým prostorem, tj. lze v něm zavést veličinu, kterou nazýváme metrika čili vzdálenost (každé dva body v prostoru mají mezi sebou určitou vzdálenost). Například kružnici pak definujeme jako množinu bodů, ležících v rovině, které mají od jednoho bodu (středu) stejnou vzdálenost. V eukleidovském prostoru platí tzv. eukleidovská metrika, která umožňuje, že např. kružnice se pak zobrazuje tak, jak jsme zvyklí (při jiné metrice by mohla mít kružnice např. tvar čtverce aj.).

## Základní vlastnosti
Z Eukleidových axiomů vyplývají některé základní vlastnosti, které považujeme za samozřejmé:
- rovnoběžky se v žádném bodě neprotínají (respektive někdy říkáme, že „se protínají v nekonečnu“);
- součet úhlů v trojúhelníku je 180°.

## Geometrie
Prostor, ve kterém jsme zvyklí od starověku podnes řešit geometrické úlohy, je eukleidovský prostor. Řešíme v něm úlohy planimetrie, stereometrie, analytické geometrie, perspektivy a další.

## Fyzika
Prostor, ve kterém pracuje klasická fyzika, je eukleidovský.

## Architektura
Projektování staveb probíhá v eukleidovském prostoru.

## Lineární algebra
V lineární algebře se obvykle definuje jako konečněrozměrný unitární prostor nad množinou reálných čísel.

### Vlastnosti
Eukleidovský prostor dimenze n se obvykle značí {\displaystyle E_{n}}.
Eukleidovský prostor je unitární prostor, a proto je na něm definován skalární součin.
Zavedeme-li v n-rozměrném eukleidovském prostoru kartézskou soustavu souřadnic, pak vzdálenost d mezi dvěma body X a Y o souřadnicích {\displaystyle (x_{1},x_{2},...,x_{n}),(y_{1},y_{2},...,y_{n})} je určena vztahem
{\displaystyle d={\sqrt {\sum _{i=1}^{n}{(x_{i}-y_{i})}^{2}}}}
Eukleidovský prostor {\displaystyle E_{n}} bývá také označován jako kartézský prostor {\displaystyle \mathbb {R} ^{n}}, kde {\displaystyle \mathbb {R} } označuje množinu reálných čísel. Kartézský prostor je tedy kartézským součinem n množin {\displaystyle \mathbb {R} }.
Rozšířením eukleidovského prostoru {\displaystyle E_{n}} lze získat n-rozměrný komplexní prostor {\displaystyle K_{n}}. Prostor {\displaystyle K_{n}} bývá označován také jako {\displaystyle \mathbb {C} ^{n}}, kde {\displaystyle \mathbb {C} } je množina komplexních čísel.

## Neeukleidovský prostor
Prostory, ve kterých naopak není splněno všech pět eukleidovských axiomů, se zabývá neeukleidovská geometrie.